# Nuclei Armati Rivoluzionari
Nuclei Armati Rivoluzionari, ungefär betydande "Beväpnade Revolutionära Cellerna", var en italiensk neofascistisk terrorgrupp som existerade under 1980-talet.
Organisationen var inspirerad av tredje positionen, vilket är en sorts fascistisk politik där både kapitalism och kommunism kritiseras hårt och man hämtar saker från både höger och vänster på den politiska skalan. Bland de viktigaste ståndpunkterna för detta var att förespråka ett enat fascistiskt Europa som motvikt till den dåvarande uppdelningen i öst/väst.
Rörelsen kännetecknades av ett synnerligen krångligt teoribyggande i förhållande till de traditionella nyfascistiska och nazistiska tankegångarna. Man lånade element från såväl maoism som nazism. Man var även ivriga anhängare av olika palestinska organisationer. Förutsättningarna för organisationens existens rasade tillsammans med östblocket i slutet av 80-talet då mer traditionell fascism och nazism åter blev gångbar.
Man genomförde ett stort antal terrordåd i framför allt Italien, där det allvarligaste, bombdådet mot  järnvägsstationen i Bologna, krävde 85 dödsoffer. Förutom det har NAR tagit på sig 28 mord.
Organisationen har även kopplingar till, eller går också under benämningen, Banda della Magliana.